# Arroyo del Catalancito
Der Arroyo del Catalancito ist ein Fluss im Norden Uruguays.
Er entspringt auf dem Gebiet des Departamento Artigas in der Cuchilla Yacaré Cururú nordwestlich der Quelle des Arroyo Sauce de Macedo. Von dort fließt er in nordöstliche Richtung und endet im Arroyo Catalán Grande.